# Étienne-Hippolyte Godde
Pour les articles homonymes, voir Godde.

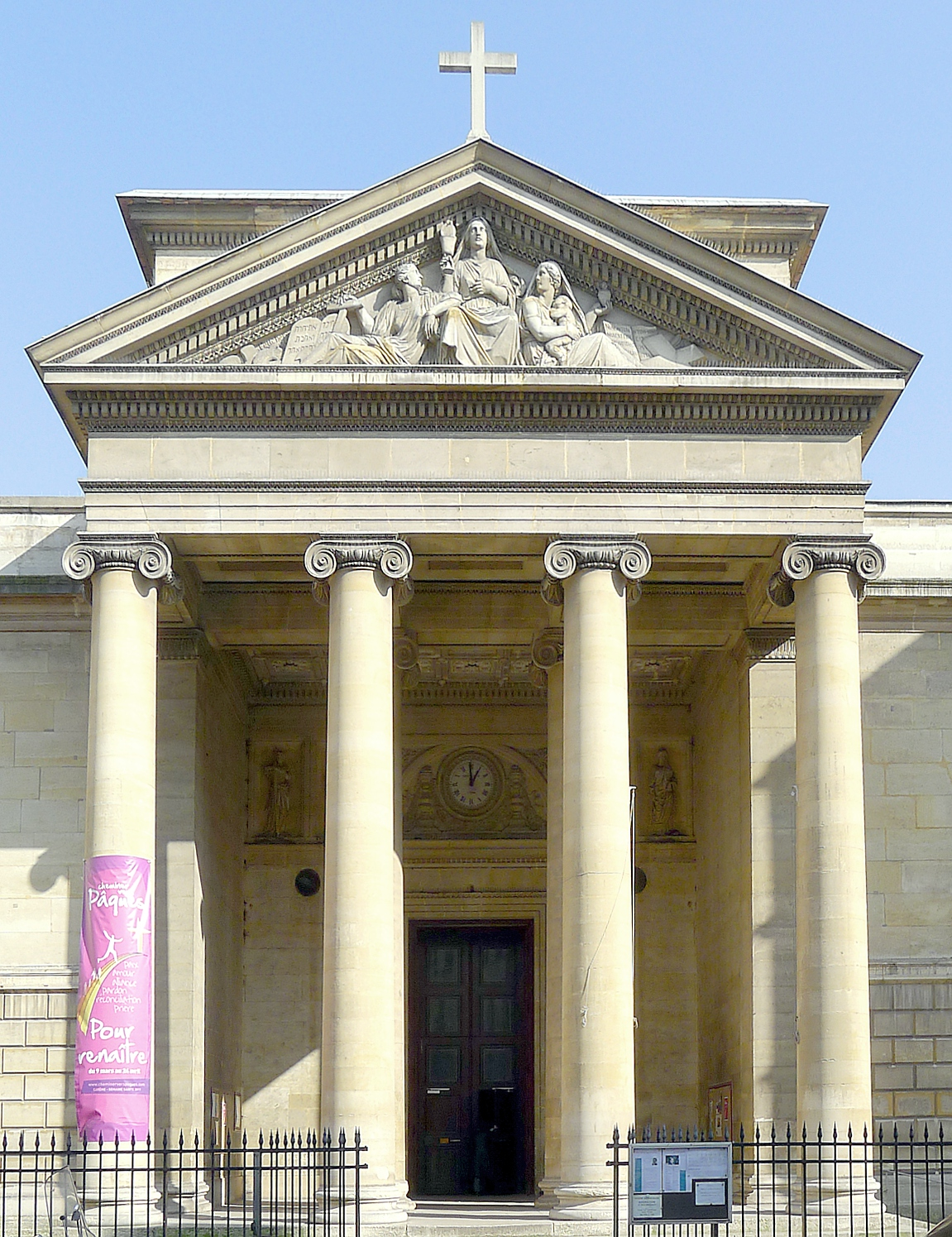
Église Saint-Denys-du-Saint-Sacrement à Paris.

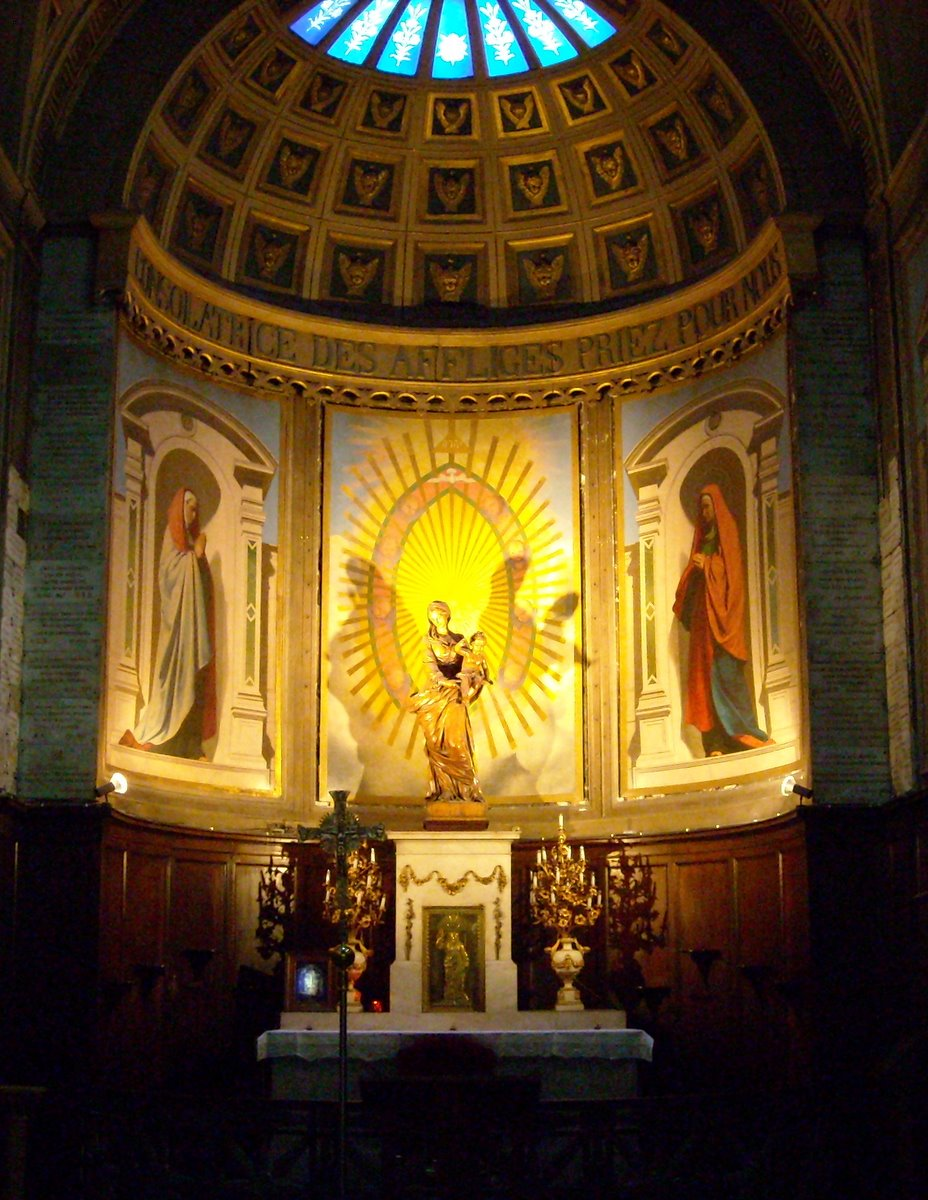
Intérieur de l'église Notre-Dame-de-Bonne-Nouvelle à Paris.

Étienne-Hippolyte Godde (Breteuil-sur-Noye, 26 décembre 1781 - Paris, 7 décembre 1869) est un architecte néo-classique français.

## Biographie
Élève de Claude-Mathieu Delagardette (1762-1805), il a été nommé architecte inspecteur de la deuxième section des travaux puis de l'Hôtel de Ville.
Architecte de la ville de Paris de 1813 à 1830, Godde fut un architecte fécond : on lui doit trente édifices religieux, quatre presbytères, six édifices publics, quatre édifices privés et trois monuments funéraires. Il a été très inspiré par l'église Saint-Philippe-du-Roule de Chalgrin.
Mort à 88 ans, il est enterré au cimetière du Père-Lachaise.
Son fils, architecte, est mort prématurément en 1833.

## Principales réalisations
- Paris :
  - Ancien Séminaire Saint-Sulpice à Paris
  - Une partie de l'ancien l'hôtel de ville de Paris (détruit pendant la Commune de Paris) en collaboration avec Lesueur
  - Hôtels particuliers du banquier Jonas-Philip Hagerman, rue de Londres à Paris.
  - Restructuration de l'abbaye de Saint-Germain-des-Prés
  - Restauration de l'église Saint-Germain-des-Près[1] de 1819 à 1827
  - Église Saint-Pierre-du-Gros-Caillou à Paris 7e arrondissement.
  - Église Notre-Dame-de-Bonne-Nouvelle à Paris 2e arrondissement (1828)[1]
  - Église Saint-Denys-du-Saint-Sacrement à Paris 3e arrondissement (1835)[1]
  - Reprise en sous-œuvre de l'Église Saint-Pierre-de-Chaillot (1822)[1]
  - Sacristie Saint-Étienne-du-Mont[1]
  - Restauration de l'église de Saint-Elisabeth[1]
  - Restauration de l'église Notre-Dame-des-Blancs-Manteaux[1]
  - Restauration de l'église Saint-Eustache[1]
  - Restauration de l'église Saint-Merri[1]
  - Restauration de l'église Saint-Philippe-du-Roule[1]
  - Restauration de l'église Saint-Laurent[1]
  - La chapelle du cimetière du Père-Lachaise[1]
  - Le portail principal du cimetière du Père-Lachaise[1]
  - Le monument aux victimes de juin au cimetière du Père-Lachaise
  - Tombeau de la famille Pérignon au cimetière du Père-Lachaise[1]
  - Tombeau de la famille Frochot au cimetière du Père-Lachaise[1]
  - Sept hôtels du quartier de Tivoli[1]
  - Construction de l'abattoir des porcs près de la carrière des Fourneaux[1]
  - Maitre autel de l'église Saint-Sulpice de Paris[3].
  - Agrandissement de l'ancienne église Saint-Ambroise
- Département de la Somme :
  - Église Notre-Dame de la Nativité de Boves (1805-1818)[1],[4]
  - Restauration de la cathédrale Notre-Dame d'Amiens[1]
  - Restauration de l'abbatiale Saint-Pierre de Corbie[1]
- Travaux anciennement attribués :
  - Le presbytère de Saint-Nicolas-des-Champs à Paris[1]. Si une participation de Godde aux travaux de restauration de l'église entre 1820 et 1829 est envisageable, il est certain qu'il n'a pu construire ni presbytère, ni sacristie à Saint-Nicolas, les travaux à ce sujet n'ayant commencé qu'à la toute fin du XIXe siècle et étant menés par l'architecte Poussin.

## Distinctions
- Chevalier de la Légion d'honneur
- Second Grand Prix d'Architecture (1800)[5]